# Pat Miletich
Patrick Jay Miletich (Davenport, 9 marzo 1968) è un ex lottatore di arti marziali miste statunitense di origini croate.
È stato il primo campione dei pesi welter UFC, titolo che difese per ben quattro volte, e vinse anche il torneo dei pesi leggeri tenutosi a UFC 16. Nel 2014 è stato inserito nella Hall of Fame della federazione.
È il fondatore della scuola di MMA Miletich Fighting Systems, dove ha formato campioni del calibro di Matt Hughes, Tim Sylvia, Jens Pulver e Robbie Lawler.

## Carriera nelle arti marziali miste

### Inizi
Pat è il quinto di cinque fratelli nati da genitori croati, dei quali due sono deceduti.
È orgoglioso delle sue origini croate, e porta tatuato sul braccio sinistro la šahovnica.
Iniziò con la scuola a praticare lotta libera e football americano, dove fu compagno del futuro campione di arti marziali miste Mark Kerr.
Trovò la sua dimensione nella lotta libera, e quando la madre iniziò a soffrire di cardiopatia Miletich si diede al professionismo per aiutare la famiglia economicamente.
Miletich iniziò a praticare karate e ottenne un background di pugilato grazie allo zio Johnny "Miller" Miletich, ex pugile olimpico.
La carriera da professionista di Miletich inizia nel 1995 con alcuni tornei nell'Illinois, dove in due anni mette a segno un record personale di 17-1-1, venendo fermato solamente da Matt Hume e Chris Brennan, due lottatori che avranno un futuro in UFC.

### Ultimate Fighting Championship
Miletich esordisce in UFC il 13 marzo 1998, prendendo parte al torneo UFC 16: Battle in the Bayou.
Qui dimostra di essere già un lottatore di grandissimo talento, vincendo il torneo e imponendosi sui rivali Townsend Saunders e Chris Brennan.
Nel 1998 Miletich raggiunge la sua vetta professionale battendo Mikey Burnett e divenendo il primo campione dei pesi welter della storia dell'UFC.
Negli anni successivi Miletich riuscirà a difendere il titolo a più riprese grazie alle vittorie sui brasiliani Jorge Patino e Andre Pederneiras, sul canadese John Alessio e sul giapponese Kenichi Yamamoto, le ultime due vittorie per sottomissione.
Non va altrettanto bene negli incontri che Miletich svolse contemporaneamente alla difesa del titolo UFC nelle altre organizzazioni, in quanto venne sconfitto da Jutaro Nakao in Superbrawl, da José Landi-Jons in WEF e da Kiyoshi Tamura nella giapponese RINGS.
Nel 2001 cederà anche la cintura di campione dei pesi welter UFC venendo sottomesso al terzo round da Carlos Newton.
Miletich combatte altri due incontri, ovvero una vittoria contro Shonie Carter e una sconfitta in un confronto di pesi medi contro Matt Lindland; successivamente decise di prendersi una lunga pausa per recuperare da infortuni che cronicamente lo affliggevano.
Torna a combattere un incontro nel 2006 nell'IFL perdendo contro Renzo Gracie, mentre nel 2008 sconfigge Thomas Denny nel suo ultimo incontro della carriera.

### Dopo il ritiro
Miletich rimase nell'IFL anche dopo il ritiro da lottatore professionista, divenendo allenatore dei Quad City Silverbacks.
Attualmente è un commentatore sportivo.

## Risultati nelle arti marziali miste
| Risultato | Record | Avversario         | Metodo                                | Evento                                    | Data              | Round | Tempo | Città                        | Note                                   |
| --------- | ------ | ------------------ | ------------------------------------- | ----------------------------------------- | ----------------- | ----- | ----- | ---------------------------- | -------------------------------------- |
| Vittoria  | 29–7-2 | Thomas Denny       | KO (pugni)                            | Adrenaline MMA 2: Miletich vs. Denny      | 11 dicembre 2008  | 2     | 0:50  | Moline, Stati Uniti          |                                        |
| Sconfitta | 28-7-2 | Renzo Gracie       | Sottomissione (ghigliottina)          | IFL: Gracie vs. Miletich                  | 23 settembre 2006 | 1     | 3:37  | Moline, Stati Uniti          |                                        |
| Sconfitta | 28-6-2 | Matt Lindland      | KO Tecnico (pugni)                    | UFC 36: Worlds Collide                    | 22 marzo 2002     | 1     | 3:09  | Las Vegas, Stati Uniti       |                                        |
| Vittoria  | 28–5-2 | Shonie Carter      | KO (calcio alla testa)                | UFC 32: Showdown in the Meadowlands       | 29 giugno 2001    | 2     | 2:42  | East Rutherford, Stati Uniti |                                        |
| Sconfitta | 27-5-2 | Carlos Newton      | Sottomissione (bulldog)               | UFC 31: Locked and Loaded                 | 4 maggio 2001     | 3     | 2:50  | Atlantic City, Stati Uniti   | Perde il titolo dei Pesi Welter UFC    |
| Vittoria  | 27–4-2 | Kenichi Yamamoto   | Sottomissione (ghigliottina)          | UFC 29: Defense of the Belts              | 16 dicembre 2000  | 2     | 1:58  | Tokyo, Giappone              | Difende il titolo dei Pesi Welter UFC  |
| Sconfitta | 26-4-2 | Kiyoshi Tamura     | Decisione (maggioranza)               | RINGS: Millennium Combine 3               | 23 agosto 2000    | 2     | 5:00  | Osaka, Giappone              |                                        |
| Vittoria  | 26–3-2 | John Alessio       | Sottomissione (armbar)                | UFC 26: Ultimate Field Of Dreams          | 9 giugno 2000     | 2     | 1:43  | Cedar Rapids, Stati Uniti    | Difende il titolo dei Pesi Welter UFC  |
| Sconfitta | 25-3-2 | José Landi-Jons    | KO Tecnico (stop medico)              | WEF 8: Goin' Platinum                     | 15 gennaio 2000   | 1     | 8:00  | Rome, Stati Uniti            |                                        |
| Vittoria  | 25–2-2 | Shonie Carter      | Decisione (unanime)                   | Extreme Challenge 27                      | 21 agosto 1999    | 1     | 20:00 | Davenport, Stati Uniti       |                                        |
| Vittoria  | 24–2-2 | Andre Pederneiras  | KO Tecnico (ferita)                   | UFC 21: Return of the Champions           | 16 luglio 1999    | 2     | 2:20  | Cedar Rapids, Stati Uniti    | Difende il titolo dei Pesi Welter UFC  |
| Vittoria  | 23–2-2 | Clayton Miller     | Sottomissione (triangolo)             | Cage Combat 2                             | 30 maggio 1999    | 1     | 0:40  | Ottumwa, Stati Uniti         |                                        |
| Sconfitta | 22-2-2 | Jutaro Nakao       | Sottomissione (triangolo)             | SuperBrawl 11                             | 2 febbraio 1999   | 1     | 9:22  | Honolulu, Stati Uniti        |                                        |
| Vittoria  | 22–1-2 | Jorge Patino       | Decisione (unanime)                   | UFC 18: The Road to the Heavyweight Title | 8 gennaio 1999    | 1     | 21:00 | New Orleans, Stati Uniti     | Difende il titolo dei Pesi Welter UFC  |
| Vittoria  | 21–1-2 | Mikey Burnett      | Decisione (non unanime)               | UFC Brazil: Ultimate Brazil               | 16 ottobre 1998   | 1     | 21:00 | San Paolo, Brasile           | Vince il titolo dei Pesi Welter UFC    |
| Parità    | 20–1-2 | Dan Severn         | Parità                                | Extreme Challenge 20                      | 22 agosto 1998    | 1     | 20:00 | Davenport, Stati Uniti       |                                        |
| Vittoria  | 20–1-1 | Al Buck Jr         | Sottomissione (strangolamento)        | Midwest Shootfighting 1                   | 27 giugno 1998    | 2     | 2:49  | Clinton, Stati Uniti         |                                        |
| Vittoria  | 19–1-1 | Chris Brennan      | Sottomissione (strangolamento)        | UFC 16: Battle in the Bayou               | 13 marzo 1998     | 1     | 9:02  | New Orleans, Stati Uniti     | Vince il torneo Pesi Leggeri UFC 16    |
| Vittoria  | 18–1-1 | Townsend Saunders  | Decisione (non unanime)               | UFC 16: Battle in the Bayou               | 13 marzo 1998     | 1     | 15:00 | New Orleans, Stati Uniti     | Torneo Pesi Leggeri UFC 16, Semifinale |
| Vittoria  | 17–1-1 | Chris Brennan      | Decisione                             | Extreme Challenge Trials                  | 15 novembre 1997  | 1     | 10:00 | Davenport, Stati Uniti       |                                        |
| Parità    | 16–1-1 | Chris Brennan      | Parità                                | Extreme Challenge 9                       | 30 agosto 1997    | 1     | 20:00 | Davenport, Stati Uniti       |                                        |
| Vittoria  | 16–1   | Chuck Kim          | Sottomissione (rear naked choke)      | Extreme Challenge 7                       | 25 giugno 1997    | 1     | 10:46 | Council Bluffs, Stati Uniti  |                                        |
| Sconfitta | 15-1   | Matt Hume          | KO Tecnico (stop medico)              | Extreme Challenge 4                       | 28 marzo 1997     | 1     | 5:00  | Des Moines, Stati Uniti      |                                        |
| Vittoria  | 15–0   | Chad Cox           | KO Tecnico (Sottomissione a un pugno) | Extreme Challenge 3                       | 15 febbraio 1997  | 1     | 1:84  | Davenport, Stati Uniti       |                                        |
| Vittoria  | 14–0   | Paul Kimbrel       | Sottomissione (armbar)                | Extreme Challenge 2                       | 1º febbraio 1997  | 1     | 5:13  | Des Moines, Stati Uniti      |                                        |
| Vittoria  | 13–0   | Jason Nicholson    | Decisione (unanime)                   | SuperBrawl 3                              | 17 gennaio 1997   | 1     | 15:00 | Honolulu, Stati Uniti        |                                        |
| Vittoria  | 12–0   | Earl Loucks        | Sottomissione (keylock)               | Extreme Challenge 1                       | 23 novembre 1996  | 1     | 7:00  | Des Moines, Stati Uniti      |                                        |
| Vittoria  | 11–0   | Pat Assalone       | Sottomissione (armbar)                | Brawl at the Ballpark 1                   | 1º settembre 1996 | 1     | 4:01  | Davenport, Stati Uniti       |                                        |
| Vittoria  | 10–0   | Matt Andersen      | KO Tecnico (Sottomissione ai colpi)   | Gladiators 1                              | 26 luglio 1996    | 1     | 5:21  | Davenport, Stati Uniti       |                                        |
| Vittoria  | 9–0    | Yasunori Matsumoto | KO Tecnico (stop medico)              | Quad City Ultimate 2                      | 11 maggio 1996    | 1     | 15:53 | Moline, Stati Uniti          |                                        |
| Vittoria  | 8–0    | Andrey Dudko       | Sottomissione (rear naked choke)      | Battle of the Masters 2                   | 10 febbraio 1996  | 1     | 2:49  | Chicago, Stati Uniti         |                                        |
| Vittoria  | 7–0    | Bob Gholson        | KO                                    | Battle of the Masters 2                   | 10 febbraio 1996  | 1     | 2:20  | Chicago, Stati Uniti         |                                        |
| Vittoria  | 6–0    | Rick Graveson      | Sottomissione (rear naked choke)      | Battle of the Masters 2                   | 10 febbraio 1996  | 1     | 0:46  | Chicago, Stati Uniti         |                                        |
| Vittoria  | 5–0    | Rick Graveson      | Sottomissione (rear naked choke)      | Quad City Ultimate 1                      | 20 gennaio 1996   | 1     | 1:53  | Moline, Stati Uniti          |                                        |
| Vittoria  | 4–0    | Ed McLennan        | Sottomissione (armbar)                | Quad City Ultimate 1                      | 20 gennaio 1996   | 1     | 1:28  | Moline, Stati Uniti          |                                        |
| Vittoria  | 3–0    | Kevin Marino       | Sottomissione (rear naked choke)      | Battle of the Masters 1                   | 28 ottobre 1995   | 1     | 3:49  | Chicago, Stati Uniti         |                                        |
| Vittoria  | 2–0    | Angelo Rivera      | Sottomissione (rear naked choke)      | Battle of the Masters 1                   | 28 ottobre 1995   | 1     | 1:40  | Chicago, Stati Uniti         |                                        |
| Vittoria  | 1–0    | Yasunori Matsumoto | Sottomissione (rear naked choke)      | Battle of the Masters 1                   | 28 ottobre 1995   | 1     | 7:40  | Chicago, Stati Uniti         |                                        |